# Paulo Pinheiro Chagas
Paulo Pinheiro Chagas (Oliveira, 1 de setembro de 1906 — Belo Horizonte, 12 de abril de 1983) foi um médico e político brasileiro. Era primo do sanitarista Carlos Chagas, que ficou conhecido por ter identificado o agente causador da tripanossomíase, posteriormente conhecida por "doença de Chagas".

## Biografia
Era filho de Francisco Pinheiro Chagas e de Maria Eulina Carvalho Chagas e casado com Zembla Soares Pinheiro Chagas. Na sua juventude apoiou o movimento político liderado por Antônio Carlos Ribeiro de Andrada denominado Aliança Liberal, foi ativista da Revolução de 1930 ainda como universitário.
Formou-se em medicina em 1930, passando a clinicar em Belo Horizonte. Abandonou a carreira para ingressar na política pelo Partido Republicano Mineiro (PRM). Foi eleito suplente a Assembléia Nacional Constituinte pelo PRM e, ainda nesse ano, ingressou no curso de Direito da Faculdade de Minas Gerais, que concluiu em 1937. Em 1934 foi eleito deputado à Assembléia Constituinte Estadual de Minas Gerais.
Permaneceu na Assembléia mineira até novembro de 1937 quando se instaurou no país o regime do Estado Novo que suprimiu todos os órgãos legislativos do país e extinguiu a federação. Em 1943 foi um dos signatários do Manifesto dos Mineiros, a primeira manifestação ostensiva de oposição ao Estado Novo.
Foi membro-fundador da UDN - União Democrática Nacional, em 1945, foi novamente eleito suplente a Assembléia Nacional Constituinte, desta vez a de 1946. Em 1950 mudou de partido, caso raro na época, e ingressou no Partido Social Democrático - PSD e elegeu-se deputado federal por seu estado, reelegendo-se em 1954. Em 1956 assumiu a Secretaria de Segurança Pública de Minas Gerais.
Foi reeleito deputado federal para as legislaturas dos anos de 1958 e 1962, em 1963 ocupou o cargo de ministro da Saúde no Governo João Goulart.
Após a queda de João Goulart e a instauração do regime militar, ingressou na Aliança Renovadora Nacional (Arena) - partido de sustentação do regime, acompanhando vários outros ex-membros do então extinto PSD. Foi reeleito deputado em 1966.